# Camblain-Châtelain
Camblain-Châtelain è un comune francese di 1 671 abitanti situato nel dipartimento del Passo di Calais nella regione dell'Alta Francia.
Il suo territorio comunale è bagnato dalla Clarence.

## Società

### Evoluzione demografica
Abitanti censiti